# Smyrnium
Smyrnium és un gènere de plantes amb flors amb 7 espècies, és originari de la regió mediterrània i la regió irano-turaniana. Pertany a la família de les apiàcies.
Als Països Catalans l'única espècie autòctona d'aquest gènere és l'aleixandrí també anomenat api de cavall. cugul o àpit de Síquia.(Smyrnum olusatrum)

## Taxonomia
- Smyrnium aureum L.
- Smyrnium cordifolium Boiss.
- Smyrnium creticum Mill.
- Smyrnium integerrimum L.
- Smyrnium nudicaule Pursh
- Smyrnium olusatrum L.[2]
- Smyrnium perfoliatum L.